# 軍手

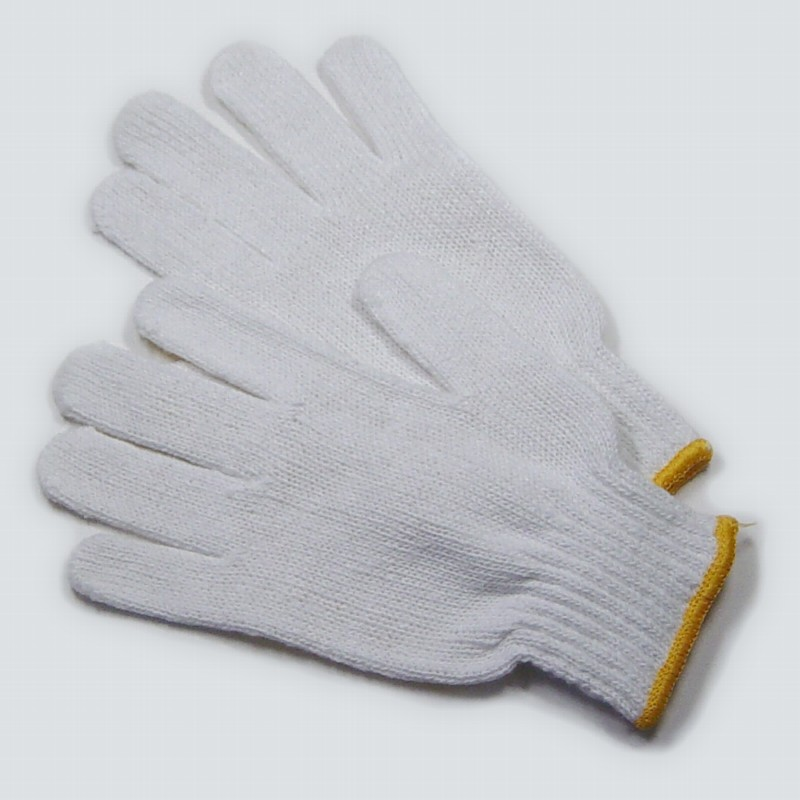
軍手

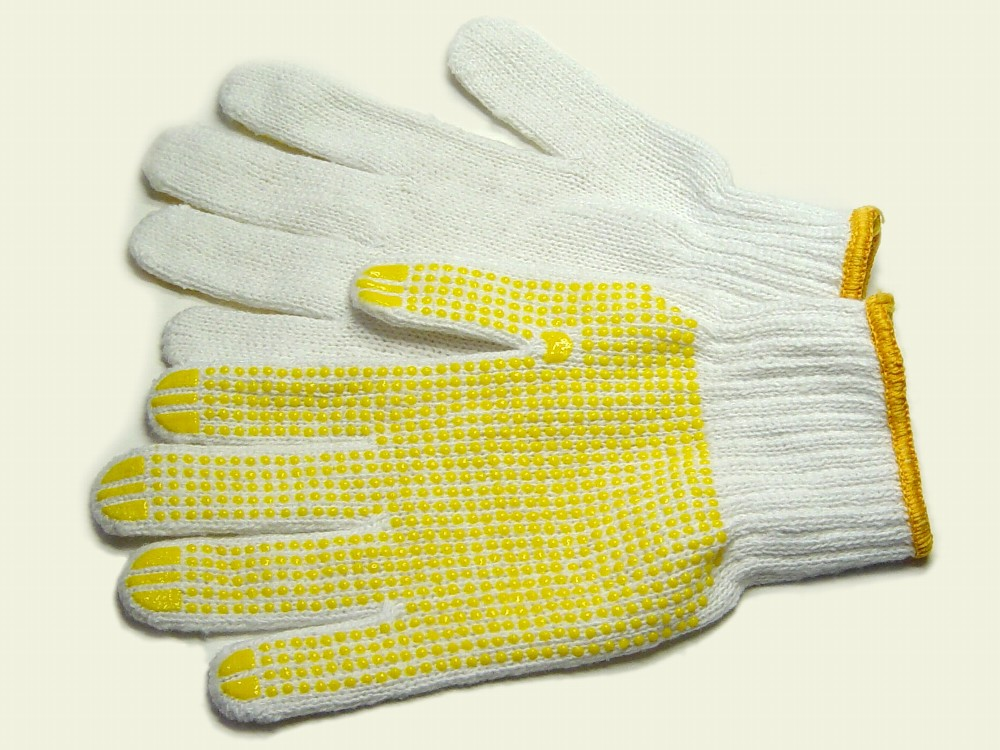
滑り止め付きの軍手

軍手（ぐんて）とは、手袋の一種。一般には白色の作業用編手袋をいう。メリヤス製のため伸縮性に富み、左右の区別がなく、丈夫で安価な作業用手袋として用いられる。「軍手」は「軍用手袋」の略。旧日本軍の兵士が用いたことに由来している。
軍手は作業時に切り傷、擦り傷などの怪我防止のために着用されるが、ドリル等回転部分のある道具で作業を行う場合には、布地が回転部分に巻き込まれる危険があり、手指の喪失や、最悪の場合死亡災害にもつながる。このため、「事業者は、ボール盤、面取り盤等の回転する刃物に作業中の労働者の手が巻き込まれるおそれのあるときは、当該労働者に手袋を使用させてはならない」と労働安全衛生規則の第百十一条によって定められており、また、回転体に巻き込まれる恐れがある際には使用しないよう注意喚起を行っている製造メーカーも多い。

## 歴史
軍手の起源は江戸時代末期の弘化・安政（1844 - 1860年）頃の近代武装訓練の時に鉄砲を素手でさわって錆びないように兵士に手袋をさせたことが始まりとされ、長州藩の下級武士が鉄砲隊のため内職で手袋を縫ったと言われている。1867年、徳川幕府が軍隊を創設、これにより手袋の需要が大幅に増大した。明治に入り大日本帝国陸海軍が創設され、一層軍隊での需要が高まっていった。この頃から軍手と呼ばれるようになったとされる。
日本軍においては下士官兵用の官給手袋（手套：「てとう」ないし「しゅとう」）として使用され、作業専用というわけではなく防寒具としても着用するものであった。
戦前の軍手も素材はメリヤスだったが、ニットによる全面編み上げではなく、平織りのメリヤスを織ってから、指の部分と、手の平の部分を別々に縫い上げる製法となっていた。また、手首部分にゴムは織り込まれておらず縁に色などは付されていない白一色のものであった。
戦後になってもこれらの製法は基本的に変わらず、生産量も限られ、比較的高価だった。1950年代に指の部分を縫える半自動機織り機が開発され生産量が倍増し、一挙に低価格化が進んだ。1955年、作業時の安全性を向上させるため手首の部分にゴム糸を挿通して編み上げる「ゴム入り安全手袋」が島精機製作所の島正博によって発明された。1963年には同じく島精機製作所により全自動手袋編機（初期型）が開発されたが、当時の生産技術力では安定した精度を実現できず、指先を丸型から角型に変更した全自動手袋編機を1965年に開発した。この編機は指先を丸くする縢（かがり）という内職作業が必要とされた。すぐ後にこの部分を改良して、指先を丸型に編み込む全自動シームレス手袋編機を愛知県安城市の松谷鉄工所が開発し、完全に機械による全自動化となり、製法を含め現在の物と同様の軍手が完成された。

## 種類
軍手は材料、形態によって様々な種類がある。
綿軍手
綿100%で編み上げた軍手、多少高価ではあるが、高熱物に接触した時に溶解せず焦げることで、火傷被害を軽減することができる。色が生成り（かすかに黄色がかっている）、もしくはグレーがかっている。
化繊軍手
ポリエステル等の化繊、または綿との混合糸で編み上げた軍手で、最も安価。高熱にさらされると溶解するため、綿素材に比べて熱に対する安全性は落ちるが、化学薬品へ耐性は勝る。
再生（リサイクル）軍手
衣料品から再生した綿糸を編み上げた軍手、形は綿軍手、化繊軍手と変わらず、性能は綿軍手に準ずる。元の衣料品の色がそのまま残っているため、様々な柄がついている。物によっては非常にカラフルなものもある。安価であり、主に業務用に販売されている。
滑り止め付き軍手
手の平の部分に、ゴム斑点などの滑り止め加工を施した軍手、普通の軍手に比べて握った時の保持力に優れる。滑り止め加工は通常片側のみのため、左右共用という特徴はなくなっている。材質は化繊製が多く、滑り止めの材質と合わせて熱に対する安全性は低い。
長軍手
手の保護のため、手首部分までカバーする軍手。
精密軍手
細かい作業用に、通常より細い糸を用いて編み上げた軍手。
スマートフォン対応軍手
スマートフォンやタブレット端末などの静電容量式タッチパネルの操作が可能となるように、指先部分に導電性の糸を編み込んだ軍手。感電に対する安全性は落ちる。